# Fritiof Nilsson Piraten
Nils Fritiof Adam Nilsson (4. prosince 1895 – 31. ledna 1972) byl švédský humoristický spisovatel.

## Život a dílo
V roce 1932 zanechal advokátní praxe a stal se spisovatelem na volné noze. Jeho knihy, zasazené do rodného kraje Skåne, se vyznačují citlivým zobrazením různých pábitelských postaviček, které dobře znal z vlastní zkušenosti.
Úspěch měla jeho první kniha Bombi Bitt a já, jejíž poetika bývá často srovnávaná s díly Marka Twaina. Další kniha Kozel zahradníkem je satirou, v níž se z nevzdělaného zbohatlíka stane vážený církevní hodnostář. Román Knihkupec, který se přestal koupat je laděn spíše tragikomicky; hlavním hrdinou je staromládenecký maloměstský intelektuál, který doplatí na svou naivitu v jednání se ženami.
Autorův svérázný humor dokumentuje nápis na jeho náhrobku: „Zde leží popel muže, který měl ve zvyku všechno odkládat na další den. Na smrtelné posteli se ale polepšil a 31. ledna 1972 opravdu zemřel.“
Knihu Bombi Bitt a já zfilmoval v roce 1968 Jarl Kulle, hlavní roli hrál Stellan Skarsgard.
Ve Švédsku se od roku 1989 uděluje Piratenova cena (Piratenpriset) za nejlepší humoristický román.

## Ocenění
- Velká cena Devíti 1949

## České vydání
- Bombi Bitt a já. Evropský literární klub, Praha 1941. Překlad Břetislav Mencák. Ilustrace Jaroslav Weiss
- Bombi Bitt a já. Odeon, Praha 1971. Překlad Břetislav Mencák. Ilustrace Jiří Šlitr.